# Gorgyrella schreineri
Gorgyrella schreineri är en spindelart som beskrevs av William Frederick Purcell 1903. Gorgyrella schreineri ingår i släktet Gorgyrella och familjen Idiopidae. Inga underarter finns listade i Catalogue of Life.